# Mike van Duinen
Mike van Duinen (L'Aia, 6 novembre 1991) è un calciatore olandese, attaccante dell'Excelsior.

## Carriera

### Club
Debutta il 22 maggio 2011 nella vittoria esterna per 2-1 contro il Roda JC subentrando all'83º minuto a Charlton Vicento.
Debutta dal primo minuto il 14 agosto 2011 in Eredivisie, nella sconfitta esterna per 4-2 contro il Groningen dove segna l'ultimo gol della partita.
Il suo secondo gol arriva due giornate dopo, il 28 agosto, nella vittoria esterna per 3-0 contro il De Graafschap all'87º minuto, grazie all'assist di Jens Toornstra.
Il terzo gol lo sigla il 9 dicembre 2011 contro l'Heracles Almelo nella vittoria interna per 2-0.
Realizza la prima rete dell’Eredivisie 2018-2019 con la maglia del PEC Zwolle nel match di apertura del torneo contro l’Heerenveen (match perso 3-2), siglando, inoltre, una doppietta.
Il 3 febbraio 2019 realizza una doppietta nei minuti di recupero nel match casalingo contro l’Utrecht, ribaltando il risultato sul 4-3.

## Statistiche

### Presenze e reti nei club
Stastistiche aggiornate al 5 ottobre 2012.
| Stagione            | Squadra             | Campionato          | Campionato | Campionato | Coppe nazionali | Coppe nazionali | Coppe nazionali | Coppe continentali | Coppe continentali | Coppe continentali | Altre coppe | Altre coppe | Altre coppe | Totale | Totale |
| Stagione            | Squadra             | Comp                | Pres       | Reti       | Comp            | Pres            | Reti            | Comp               | Pres               | Reti               | Comp        | Pres        | Reti        | Pres   | Reti   |
| ------------------- | ------------------- | ------------------- | ---------- | ---------- | --------------- | --------------- | --------------- | ------------------ | ------------------ | ------------------ | ----------- | ----------- | ----------- | ------ | ------ |
| 2010-2011           | ADO Den Haag        | ED                  | 2          | 0          | CO              | -               | -               | -                  |                    | -                  | -           | -           | -           | 2      | 0      |
| 2011-2012           | ADO Den Haag        | ED                  | 16         | 3          | CO              | 1               | 0               | -                  | -                  | -                  | -           | -           | -           | 17     | 3      |
| 2012-2013           | ADO Den Haag        | ED                  | 7          | 1          | CO              | 1               | 0               | -                  | -                  | -                  | -           | -           | -           | 6      | 1      |
| Totale ADO Den Haag | Totale ADO Den Haag | Totale ADO Den Haag | 26         | 5          |                 | 2               | 0               |                    |                    | -                  |             | -           | -           | 28     | 5      |
| Totale carriera     | Totale carriera     | Totale carriera     | 26         | 5          |                 | 2               | 0               |                    |                    | -                  |             | -           | -           | 28     | 5      |